# Margareta Åberg (inredningsarkitekt)
Gunhild Ingeborg Margareta Åberg, född 19 maj 1929 i Stockholm, död 20 december 2005 i Göteborgs Vasa församling, var en svensk inredningsarkitekt. Hon var från 1952 gift med inredningsarkitekt Rolf Åberg. 
Åberg, som var dotter till disponent Arne Engström och Ingeborg Leijonhielm, utexaminerades från Högre Konstindustriella Skolan 1951. Hon var inredningsarkitekt på Kjell Ödeens arkitektkontor i Stockholm 1951–1953 samt bedrev konsulterande arkitektverksamhet i Göteborg från 1956 och var assistent på institutionen för formlära vid Chalmers tekniska högskola 1957–1960. Makarna Åberg är begravda på Kvibergs kyrkogård i Göteborg.